# Nelly Quel
Nelly Quel (La Plata, 11 de octubre de 1896-Guayaquil, 22 de septiembre de 1944) fue una aclamada actriz del cine sonoro y cancionista argentina.

## Carrera
La actriz Nelly Quel se destacó notablemente en los orígenes del cine sonoro argentino En 1934 logró su primer papel en la cinta Galería de esperanzas (Chingolo), con música de Catulo Castillo, junto a Luis Díaz, Ricardo de Rosas y Tulia Ciámpoli. Al año siguiente, en 1935 el director  Enrique Cadícamo la contrató para filmar La virgencita de Pompeya, encabezada por Enrique Pedro Maroni, Silvio Spaventa, Inés Murray y Juan Carlos Cobián.
Incursionó en el teatro histórico en varias comedias musicales siendo la más popular La Perichona de Enrique García Velloso y Agustín Remón, al integrar la "Compañía de Grandes espectáculos musicados" dirigido por Armando Discépolo y Enrique Santos Discépolo.
Gran amiga de la también actriz y cancionista Maruja Pacheco Huergo, fue la responsable de su debut en la radio.
Como cancionista tuvo una labor más activa gracias a su buena voz de soprano, brillando en la época del tango junto con otras intérpretes como Amanda Ledesma, Tania y Carmen Miranda. Uno de sus temas más conocidos es el de Juanita la larga.
La actriz y cantante Nelly Quel falleció trágicamente en un accidente automovilístico en septiembre de 1944 cuando se dirigía a Guayaquil, Ecuador, con su pareja artística Carlos Tajes. La noticia de su prematura muerte  fue un impacto que estremeció al ambiente artístico. El 24 de septiembre sus restos llegaron a la ciudad porteña de La Plata, Argentina, donde fueron velados. Su pareja fue el autor teatral Agustín Remón.

## Filmografía
- 1934: Galería de esperanzas (Chingolo).
- 1935: La virgencita de Pompeya.

## Teatro
- Madame Lynch (1932), estrenado en el Teatro Odeón.
- La Perichona (1933), en el papel de Anita Perichón.
- Wunder Bar (1933), en el Teatro Ópera.